# Грос Гренау
Грос Гренау (њем. Groß Grönau) општина је у њемачкој савезној држави Шлезвиг-Холштајн. Једно је од 131 општинског средишта округа Херцогтум Лауенбург. Према процјени из 2010. у општини је живјело 3.545 становника. Посједује регионалну шифру (AGS) 1053041.

## Географски и демографски подаци
Грос Гренау се налази у савезној држави Шлезвиг-Холштајн у округу Херцогтум Лауенбург. Општина се налази на надморској висини од 7 метара. Површина општине износи 4,9 km². У самом мјесту је, према процјени из 2010. године, живјело 3.545 становника. Просјечна густина становништва износи 723 становника/km².